# Samenwerkende Maatschappij Vooruit Nr.1
Samenwerkende Maatschappij Vooruit Nr.1 (kortweg sm Vooruit of ook Coöperatieve Maatschappij Vooruit) was een Belgische socialistische coöperatie. In 1881 werd ze opgericht in Gent, maar werd pas op 21 september 1886 door de overheid erkend. De organisatie ondersteunde actief de oprichting van socialistische coöperaties in Vlaanderen en haar werkwijze werd in binnen- en buitenland vaak als voorbeeld aangehaald. 

## Geschiedenis

### Opstart

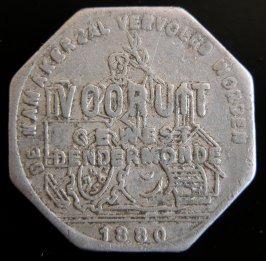
Achterzijde van een broodkaart van de Samenwerkende Maatschappij Vooruit gewest Dendermonde uit 1880.

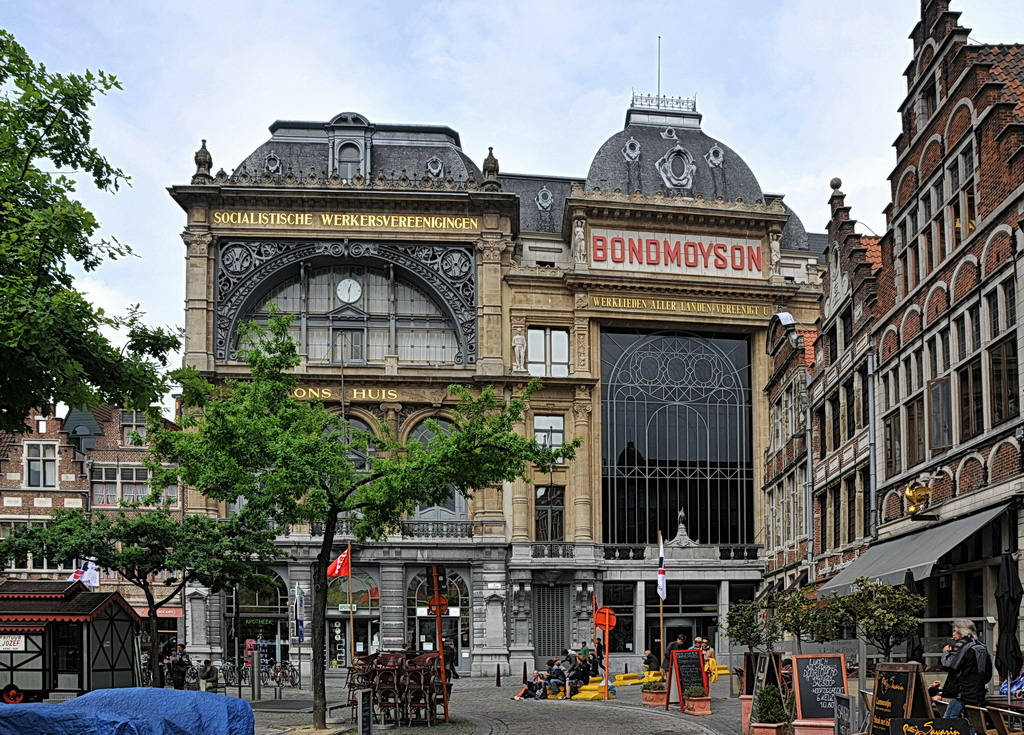
Zicht op de Groote Magazijnen (heden bekend als Bond Moyson) en Ons Huis vanop de Vrijdagmarkt te Gent.

In februari 1881 werd de coöperatie opgericht als een afscheuring van De Vrije Bakkers. De werking van deze coöperatie was verlamd geraakt door de tweestrijd tussen de technische bestuurders, die de coöperatie als het doel zagen, en de socialistische propagandisten, die de coöperatie als het middel zagen. Deze laatsten haalden met de stichting van Vooruit hun gram, al verloren ze de economische realiteit nooit uit het oog. Leden van de coöperatie konden broodkaarten kopen die net iets duurder waren dan gewoon brood, maar enkele keren per jaar konden ze dan in de winst delen. Deze winst werd echter niet geldelijk uitbetaald maar in nieuwe aankoopkaarten. Door de winstverdeling in aankoopkaarten te regelen, bleef het geld in de organisatie.

### Beginjaren
Na enkele jaren kende de maatschappij een grote ontwikkeling. De gedurfde keuze voor de installatie van industriële bakkersovens bleek een meesterlijke zet. De winsten van de broodverkoop maakten een stelselmatige uitbreiding van de actieradius en het dienstenpakket mogelijk, wat tot uiting kwam in de inzet van broodkarren, de oprichting van een ziekenbeurs, de verkoop van kleding en de opstart van apotheken. Naast de commerciële activiteiten werden ook politieke propaganda en ontspanning (met politieke meetings, toespraken en toneelopvoeringen) niet uit het oog verloren. De voortrekkers in de eerste jaren waren Paul Verbauwen, Edmond van Beveren en de meer bekende Edward Anseele. Die laatste trok de leiding van de coöperatie steeds meer naar zich toe. Anseele droomde van een parallelle socialistische economie, waarmee hij de kapitalistische zou bekampen: dit ‘Modèle Gantois’ kreeg heel wat (ook buitenlandse) aandacht en navolging, maar zorgde ook voor controverse. Tegenstanders beschuldigden hem ervan een zakenman en kapitalist te zijn die de socialistische ideologie verried. In 1884 stichtte Anseele vanuit de coöperatie het dagblad Vooruit waaruit een eeuw later De Morgen zou uit ontstaan.

### Groei en bloei
In juni 1893 kocht Vooruit een eigen stek aan de Vrijdagmarkt (Gent). In Ons Huis werd een supermarkt gevestigd naar het voorbeeld van Au Bon Marché in Parijs. Sm Vooruit bouwde een netwerk uit van winkels, volkshuizen en apotheken en werd op haar beurt klant bij tal van socialistische fabrieken waaronder een weverij en een suikerfabriek. In 1895 volgde een eigen feestlokaal in de Bagattenstraat. De feestelijkheden in 1906 ter gelegenheid van een kwarteeuw bestaan waren een orgelpunt in de uitstraling van de coöperatieve macht. Kort daarop werd grond aangekocht in de Sint-Pietersnieuwstraat om er een imposant Feestpaleis op te richten dat vanaf het Station Gent-Zuid zichtbaar was. Om onder meer de bezoekers te laven werd in 1907 Brouwerij Vooruit opgericht.
De ledenvoordelen namen steeds verder toe met sociale zekerheden zoals een kraambedfonds en eigen pensioen. In 1913 werd de Belgische Bank van de Arbeid opgericht. De werking van sm Vooruit werd uitgebreid naar de hele provincie, met oprichting van afdelingen in Zelzate, Eeklo, Waarschoot, Assenede en Zottegem. De coöperaties van Lokeren (1921), Dendermonde (1923), Aalst (1930) en Deinze (1932) werden door Vooruit overgenomen. Het hoogtepunt voor de uitstraling van de partij was de organisatie van een internationale coöperatieve tentoonstelling (Eicos) in Gent in 1924.

### Langzame teloorgang
Vanaf de jaren 1930 remde de economische crisis de groei van de maatschappij af. Daarenboven ging in 1934 de Bank van de Arbeid over de kop. Gezien Vooruit de grootste aandeelhouder was, deelde de coöperatie zwaar in de klappen. De éne na de andere ‘rode fabriek’ moest noodgedwongen van de hand worden gedaan. Tijdens de Tweede Wereldoorlog raakte de resterende infrastructuur (zwaar) beschadigd: net als tijdens de Eerste Wereldoorlog werd het Feestpaleis opgeëist en gebruikt door de Duitse bezetters. Nadien kende Vooruit nog een korte heropleving, die tot midden jaren 1950 zou duren. Vooruit beschikte over bakkerijen, kruidenierswinkels, een steenkoolhandel, een brouwerij, een kleren-, schoenen- en meubelmagazijn, apotheken, een feestlokaal in de Sint-Pietersnieuwstraat met verschillende feestzalen, een restaurant, café, cinema en vergaderlokalen en Ons Huis op de Vrijdagsmarkt met een feestzaal, bibliotheken, café en diverse burelen. Vooruit was niet enkel actief op ontelbare terreinen, maar beschikte ook over een indrukwekkend patrimonium. De privéhandel begon zich echter goed te organiseren. Het distributiesysteem onderging grote veranderingen en in 1958 werd de grendelwet, die tot dan de commerciële vestigingen had tegengehouden, opgeheven door de Regering-G. Eyskens II. De coöperaties hadden zich hier onvoldoende op voorbereid; terwijl de privéketens supermarkten vestigden, bleven de coöperanten zich vastklampen aan hun wijkwinkels. Een reddingsplan in samenwerking met enkele grootwarenhuizen kwam te laat. In de jaren 1980 trok sm Vooruit, die zich als een van de weinige coöperaties nog had weten te handhaven, zich uit de distributiesector terug. Vandaag is Vooruit enkel nog actief in de apotheeksector en bezit nog enkele volkshuizen.